# Jurmo-klass

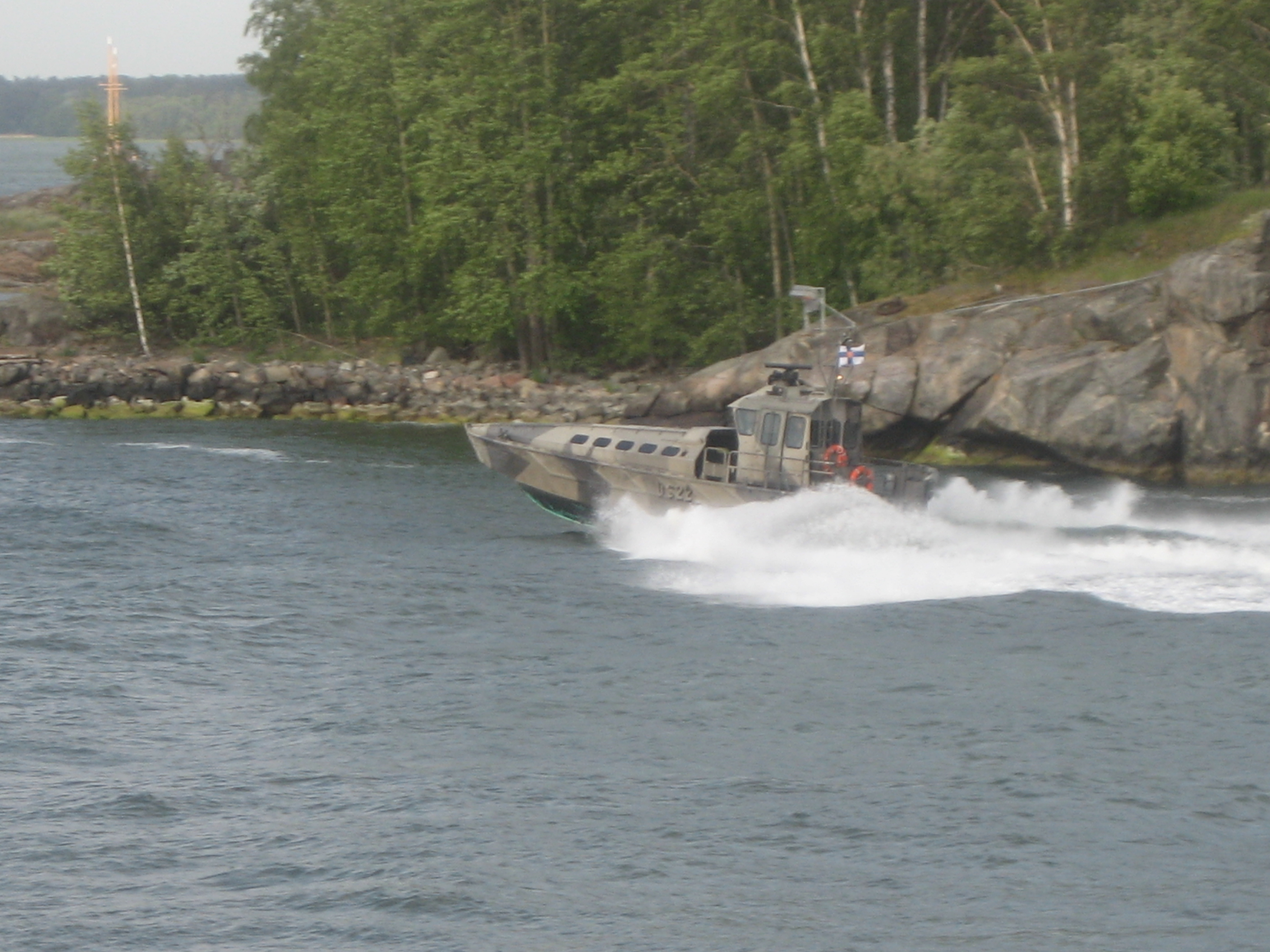
En transportbåt av Jurmo-klass i Gustavssvärdsundet i Helsingfors.

Jurmo-klass (eller Uisko-600-klassen) är en fartygsklass bestående av transportbåtar som används av den finska marinen. Båten går även under namnet Marine Alutechs design "Watercat M12".
Jurmon var resultatet av moderniseringen av den finska marinen i slutet av 1990-talet. Båten konstruerades för att ersätta de existerande Uisko-klassens landstigningsbåtar. Dess huvudsakliga användningsområde är landsättning och transportoperationer för de finska kustjägarna i alla väderförhållanden. Båten är extremt manövrerbar och kan komma till fullt stopp från topphastigheten på enbart en båtlängd. Ett lågt djupgående gör den även idealisk för landstigningsoperationer i grunda vatten.

## Fartygsnummer
Båtarna har även kallats Uisko-600 -klassen och deras fartygsnummer är U 6XX. 
| Relaterat innehåll | Relaterat innehåll |
| ------------------ | ------------------ |
| Watercatserien     | M8 - M11 - M12     |